# Мисик Мар'ян Олегович
Мар'я́н Оле́гович Ми́сик (нар. 2 жовтня 1996, Радехів, Львівська область, Україна) — український футболіст, правий вінгер львівського «Руху».

## Клубна кар'єра
Вихованець львівського футболу. У 2012 році продовжив навчання в академії донецького «Металурга». У тому ж році дебютував у юнацькій команді. За два сезони відіграв за цей колектив 42 гри, забив 5 голів. У сезоні 2014/15 виступав у молодіжній команді «металургів».
29 травня 2015 року у матчі останнього туру проти луцької «Волині» (1:1) Мисик дебютував у Прем'єр-лізі, замінивши у другій половині матчу Антона Поступаленка.
Після розформування «Металурга» став гравцем дебютанта Прем'єр-ліги дніпродзержинської «Сталі». Дебютний матч за першу команду «Сталі» провів 30 квітня 2016 року в чемпіонаті проти дніпропетровського «Дніпра» (0:2), вийшовши на 63-й хвилині замість Максима Каленчука.
3 липня 2018 року уклав трирічний контракт з полтавською «Ворсклою».
2 вересня 2019 року відданий в оренду до кінця сезону рівненському «Вересу».

## Збірна
Виступав за юнацькі збірні різних вікових категорій. У червні 2015 року увійшов до складу розширеної заявки збірної України U-19 Олександра Головка для участі у фінальній частині чемпіонату Європи в Греції, проте в остаточний список з 18 гравців не потрапив.